# Чиж жовточеревий
Чиж жовточеревий (Carduelis xanthogastra) — вид горобцеподібних птахів родини в'юркових (Fringillidae). Птах поширений в Андах від Коста-Рики до Болівії та Перу. Селиться у гірських дубових лісах на висоті 800-3000 м. Тіло завдовжки 10,5 см, вага- 12 г. У квітні-травні відкладає 2-3 зеленкуватих яйця.